# Савины (Псковская область)
Савины — деревня в Пушкиногорском районе Псковской области. Входит в состав сельского поселения «Полянская волость».
Расположена на берегу реки Шесть, в 14 км к югу от посёлка Пушкинские Горы и в 5 км северо-западнее волостного центра, деревни Поляне.

## Население
Численность населения деревни составляет 54 человека (2000 год).

## История
До 2005 года входила в состав ныне упразднённой Первомайской волости.